# Михельсон, Хелена
Хелена Михельсон (эст. Helene Michelson; 8 декабря 1906, Ревель — неизвестно) — эстонская фигуристка, выступавшая в парном катании. Участница зимних Олимпийских игр 1936 года.

## Биография
Хелена Михельсон родилась 8 декабря 1906 года в российском городе Ревель (сейчас Таллин в Эстонии).
Выступала в соревнованиях по фигурному катанию за таллинский «Калев». В 1928 году впервые завоевала медаль чемпионата Эстонии, выиграв серебро вместе с Фридрихом Грюнрайхом. Впоследствии составила пару с Эдуардом Хийопом, с которым семь раз становилась чемпионкой Эстонии (1929—1931, 1933—1936), при этом трижды (в 1930, 1934 и 1936 годах) соперников у Михельсон и Хийопа не было. В 1932 году стала серебряным призёром чемпионата.
В 1936 году вошла в состав сборной Эстонии на зимних Олимпийских играх в Гармиш-Партенкирхене. В соревнованиях пар вместе с Хийопом заняла последнее, 18-е место, набрав 60,9 балла и уступив 42,4 балла завоевавшим золото Макси Гербер и Эрнсту Байеру из Германии.
О дальнейшей жизни данных нет.